# کلایم‌بینگ هیل (آیووا)
کلایم‌بینگ هیل (به انگلیسی: Climbing Hill) یک محدوده ثبت‌نشده در ایالات متحده آمریکا است که در شهرستان وودبری، ایالت آیووا است جمعیت آن در سرشماری سال ۲۰۱۰ میلادی، ۹۷ نفر بوده‌است.